# Diaphlebia
Diaphlebia is een geslacht van libellen (Odonata) uit de familie van de rombouten (Gomphidae).

## Soorten
Diaphlebia omvat 2 soorten:
- Diaphlebia angustipennis Selys, 1854
- Diaphlebia nexans Calvert, 1903